# Ždánice (okres Kolín)
Ždánice is een Tsjechische gemeente in de regio Midden-Bohemen, en maakt deel uit van het district Kolín.
Ždánice telt 319 inwoners.
Barchovice · Bečváry · Bělušice · Břežany I · Břežany II · Býchory · Cerhenice · Církvice · Černíky · Červené Pečky · Český Brod · Dobřichov · Dolní Chvatliny · Dománovice · Doubravčice · Drahobudice · Grunta · Horní Kruty · Hradešín · Choťovice · Chotutice · Chrášťany · Jestřabí Lhota · Kbel · Klášterní Skalice · Klučov · Kolín · Konárovice · Kořenice · Kouřim · Krakovany · Krupá · Krychnov · Křečhoř · Kšely · Libenice · Libodřice · Lipec · Lošany · Malotice · Masojedy · Mrzky · Nebovidy · Němčice · Nová Ves I · Ohaře · Ovčáry · Pašinka · Pečky · Plaňany · Pňov-Předhradí · Polepy · Polní Chrčice · Polní Voděrady · Poříčany · Přehvozdí · Přistoupim · Přišimasy · Radim · Radovesnice I · Radovesnice II · Ratboř · Ratenice · Rostoklaty · Skvrňov · Starý Kolín · Svojšice · Tatce · Tismice · Toušice · Třebovle · Tři Dvory · Tuchoraz · Tuklaty · Týnec nad Labem · Uhlířská Lhota · Veletov · Velim · Velký Osek · Veltruby · Vitice · Volárna · Vrátkov · Vrbčany · Zalešany · Zásmuky · Žabonosy · Ždánice · Žehuň · Žiželice